# Ungulata
Los ungulados (Ungulata) son un antiguo superorden de mamíferos placentarios que se apoyan y caminan con el extremo de los dedos, o descienden de algún animal que lo hacía. Típicamente están revestidos de una pezuña, como en la cabra (más abajo, hay una sección de ejemplos).
Los ungulados actualmente están divididos en dos clados Paenungulata perteneciente al superorden Afrotheria y Euungulata perteneciente al superorden Laurasiatheria.
Se trata de un grupo de mamíferos muy diverso que existe en la actualidad y que se puede encontrar en todo el mundo de forma natural, salvo en la Antártida, y Oceanía, donde han sido introducidos. Los ungulados proceden de placentarios relativamente poco especializados, que mostraban los primeros signos de especialización hacia formas omnívoras o incluso herbívoras: estos a su vez descendían de ancestros insectívoros. Se ha observado que la sobreabundancia de ungulados puede afectar de manera importante a la biodiversidad de los ecosistemas en los que habiten.
Entre los ungulados extintos, se destaca el grupo numeroso de los meridiungulados. Los últimos hallazgos fósiles y genéticos indican que los cetáceos descienden de antepasados ungulados terrestres, y deberían ser considerados como tales. A partir de análisis moleculares, los cetáceos parecen descender de animales artiodáctilos no especificados, y no de mesoniquios como sugerían los estudiosos de fósiles hasta el hallazgo del género Pakicetus, que confirma los estudios moleculares.
Tanto los ungulados existentes como los extintos descienden de los condilartros del Cretácico. Los condilartros a su vez, descendían de ancestros insectívoros.

## Taxonomía
La definición tradicional de ungulados incluye a varios grupos que se caracterizan por la presencia de pezuñas o falta de garras los cuales no estaban estrechamente emparentados como se creía y por tanto están considerados un taxón polifilético.
Incluía los siguientes órdenes:
- Orden Artiodactyla (sin Cetacea)
- Orden Perissodactyla
- Orden Proboscidea
- Orden Sirenia
- Orden Hyracoidea

Y a su vez los siguientes extintos:
- Orden Condylarthra†
- Orden Mesonychia†
- Orden Dinocerata†
- Orden Embrithopoda†
- Orden Desmostylia†
- Orden Arctostylopida†
- Clado Meridiungulata†
  - Orden Xenungulata†
  - Orden Astrapotheria†
  - Orden Notoungulata†
  - Orden Litopterna†
  - Orden Pyrotheria†

Sin embargo a partir de 2009 los estudios genéticos y moleculares concluyeron que los proboscideos, sirenios e hiracoideos, estaban emparentados con los tubulidentados, afrosorícidos y macroscelídeos formando el superorden Afrotheria y los artiodáctilos y perisodáctilos con los carnívoros, folidotos, quirópteros y eulipotiflanos formando el superorden Laurasiatheria.
La clasificación actual de los grupos de ungulados tradicionales queda como sigue:
- Orden Condylarthra†
- Superorden Afrotheria
  - Clado Paenungulata
    - Orden Hyracoidea
    - División Tethytheria
      - Orden Proboscidea
      - Orden Sirenia
      - Orden Embrithopoda †
      - Orden Desmostylia †
- Superorden Laurasiatheria
  - Clado Euungulata
    - Orden Artiodactyla/Cetartiodactyla
    - Orden Mesonychia†
    - División Mesaxonia
      - Orden Perissodactyla
      - Orden Dinocerata†
      - Clado Meridiungulata†
        - Orden Xenungulata†
        - Orden Astrapotheria†
        - Orden Notoungulata†
        - Orden Litopterna†
        - Orden Pyrotheria†

Algunas clasificaciones usan el término Ungulata en sentido estricto para los artiodáctilos y perisodáctilos (Euungulata), no obstante ambos términos no son sinónimos ya que incluyen grupos distintos.

## Filogenia

Cladograma que muestra las posibles relaciones filogenéticas de los eungulados, incluido el eungulado carnívoro Mesonyx.

## Riqueza de especies

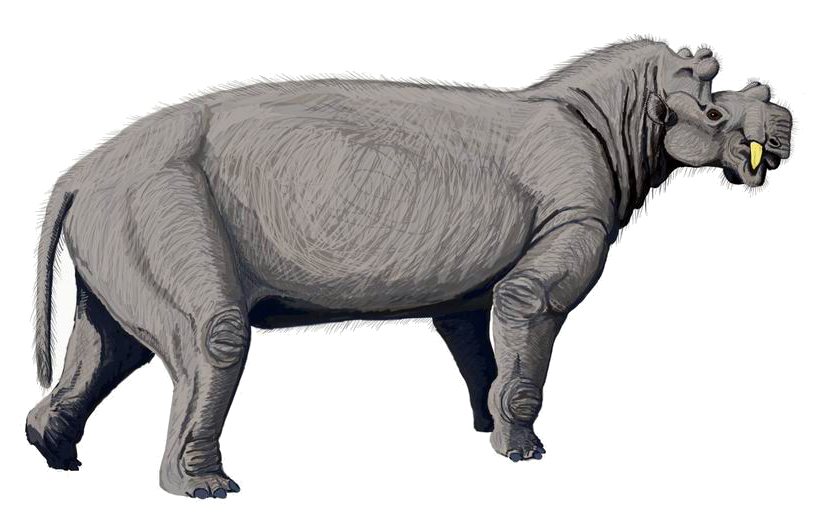
Uintatherium anceps.

El número de especies en la actualidad varía dependiendo del autor debido a que el concepto de especie es flexible y constantemente se está modificando dependiendo los resultados de las investigaciones taxonómicas y genéticas. La lista más aceptada es la publicada por Wilson y Reeder (2005). De manera general, el Instituto Smithsoniano reconoce 257 especies de ungulados modernos. De estos por lo menos cinco especies han sido extintas en los últimos 300 años debido a la influencia humana, y muchas otras especies se encuentran en situación crítica de conservación.

## Ungulados de América

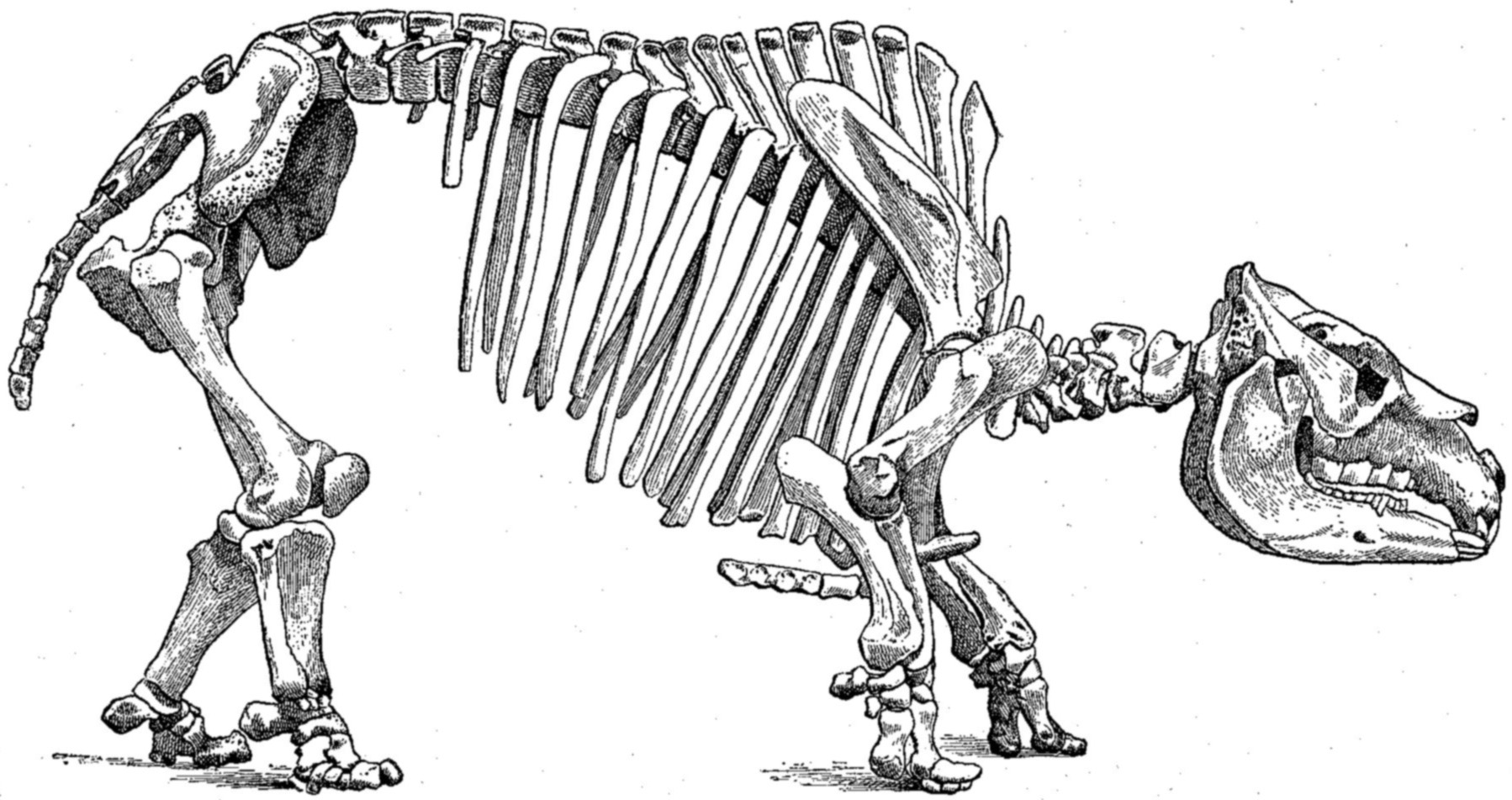
Dibujo de un esqueleto de Toxodon.

En el continente americano existen 35 especies de ungulados lo cual representa el 13.6% de los ungulados a nivel mundial. De las 35 especies, el 92% pertenecen al orden Artiodáctila y el restante a Perisodáctila.
Entre los artiodáctilos destaca la familia Cervidae la cual está representada por 20 especies lo que corresponde al 57% de los ungulados americanos. El género Mazama es el más diversificado en Sudamérica con 10 especies (Mazama americana, M. nana, M. temama, M. bororo, M. rufuna, M. bricenii, M. chunyi, M. gouazoubira, M. nemorivaga y M. pandora) y, sin embargo, es de los menos conocidos. Las otras especies de cérvidos de Norteamérica son: Alces americanus, Odocoileus hemionus, O. virginianus, Rangifer tarandus y Cervus canadensis; mientras que de Sudamérica son: Blastocerus dichotomus, Hippocamelus antisensis, H. bisulcus, Ozotoceros bezoarticus, Pudu mephistophilis y P. puda. Es decir, en Sudamérica existen más especies de cérvidos.
Las familias Antilocapridae (Antilocapra americana) y Tayassuidae (Catagonus wagneri, Pecari tajacu y Tayassu pecari) son endémicas a América. Otras familias son Camelidae (Lama glama y Vicugna vicugna) y Tapiridae (Tapirus bairdii, T. pinchaque y T. terrestris), las cuales están representadas en América por dos de las cuatro especies, y tres de las cuatro especies que hay a nivel mundial, respectivamente.
Otro aspecto interesante de los ungulados americanos es la casi ausencia de miembros de la familia Bovidae la cual es la más diversificada (137 especies) entre los ungulados, principalmente en África y Asia. En contraste, en América esta familia está representada únicamente por cinco especies limitadas a Norteamérica (Bison bison, Oreamnos americanus, Ovibos moschatus, Ovis canadensis y Ovis dalli).
Del total de ungulados americanos, 10 especies están restringidas a la región zoogeográfica Neártica, mientras que 23 especies habitan en la región Neotropical. Las especies con mayor rango de distribución geográfica en América son el venado cola blanca y el pecarí de collar.

## Galería de imágenes
Algunas imágenes de animales que pertenecen a este grupo: 

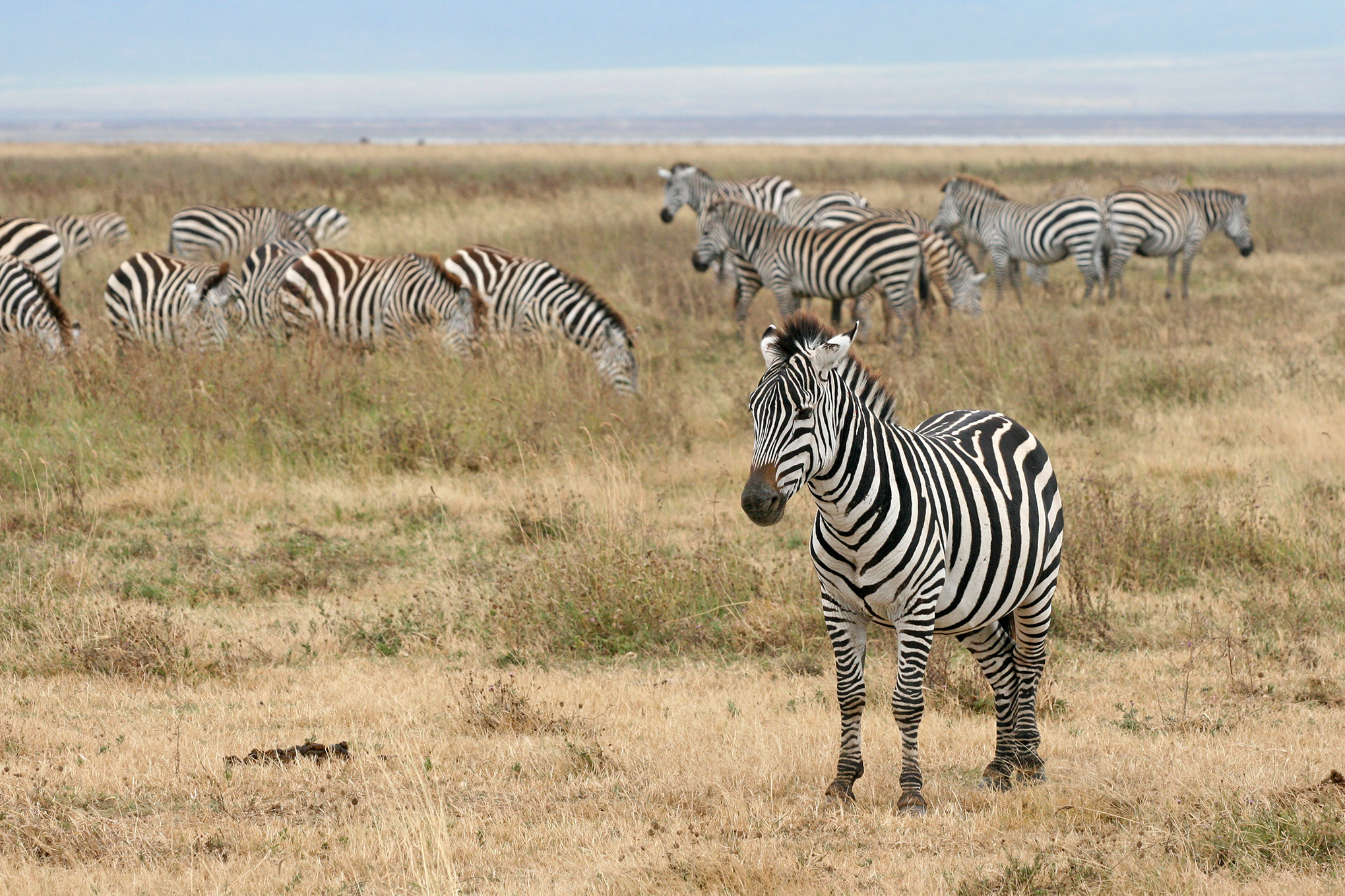
Cebra
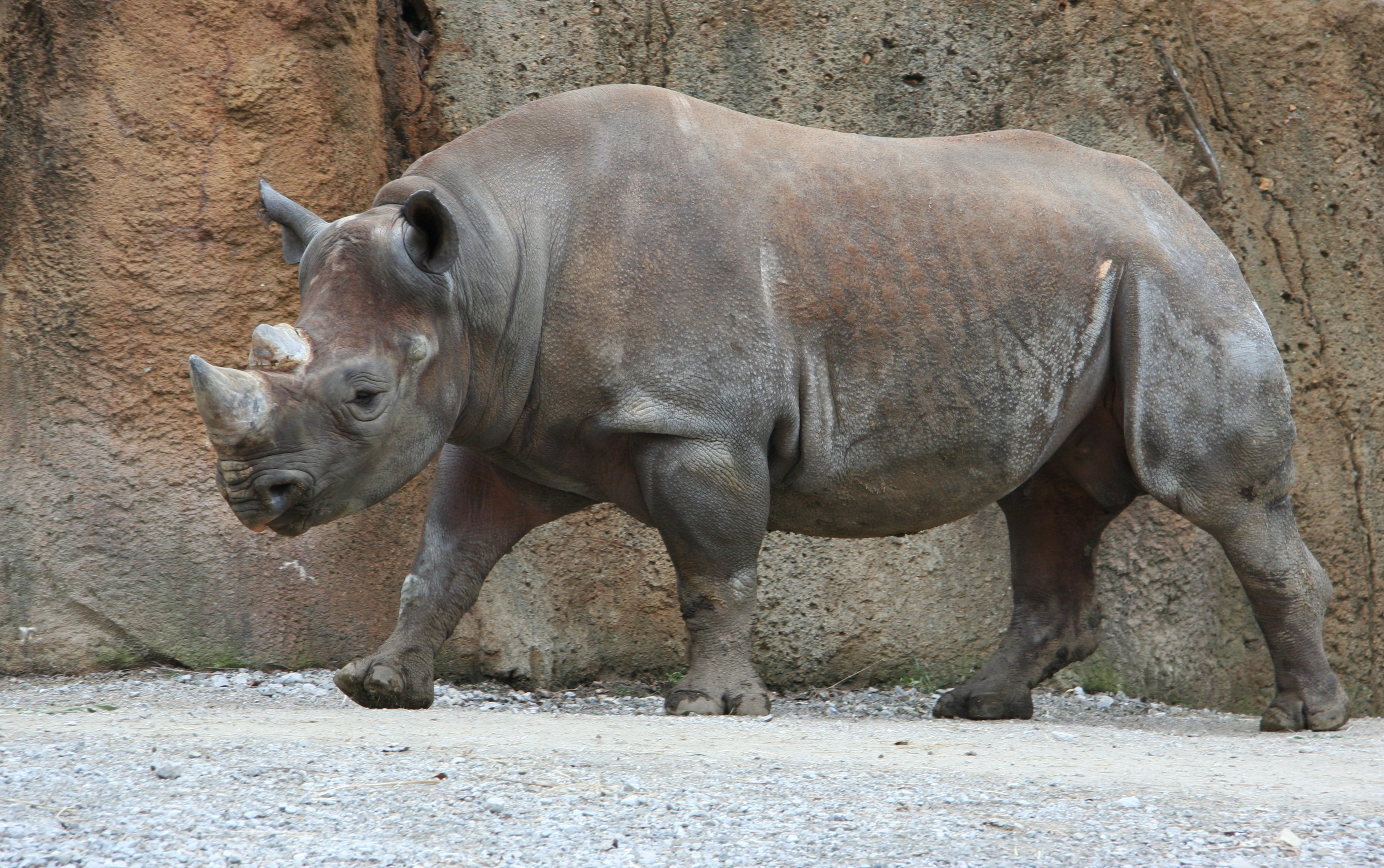
Rinoceronte
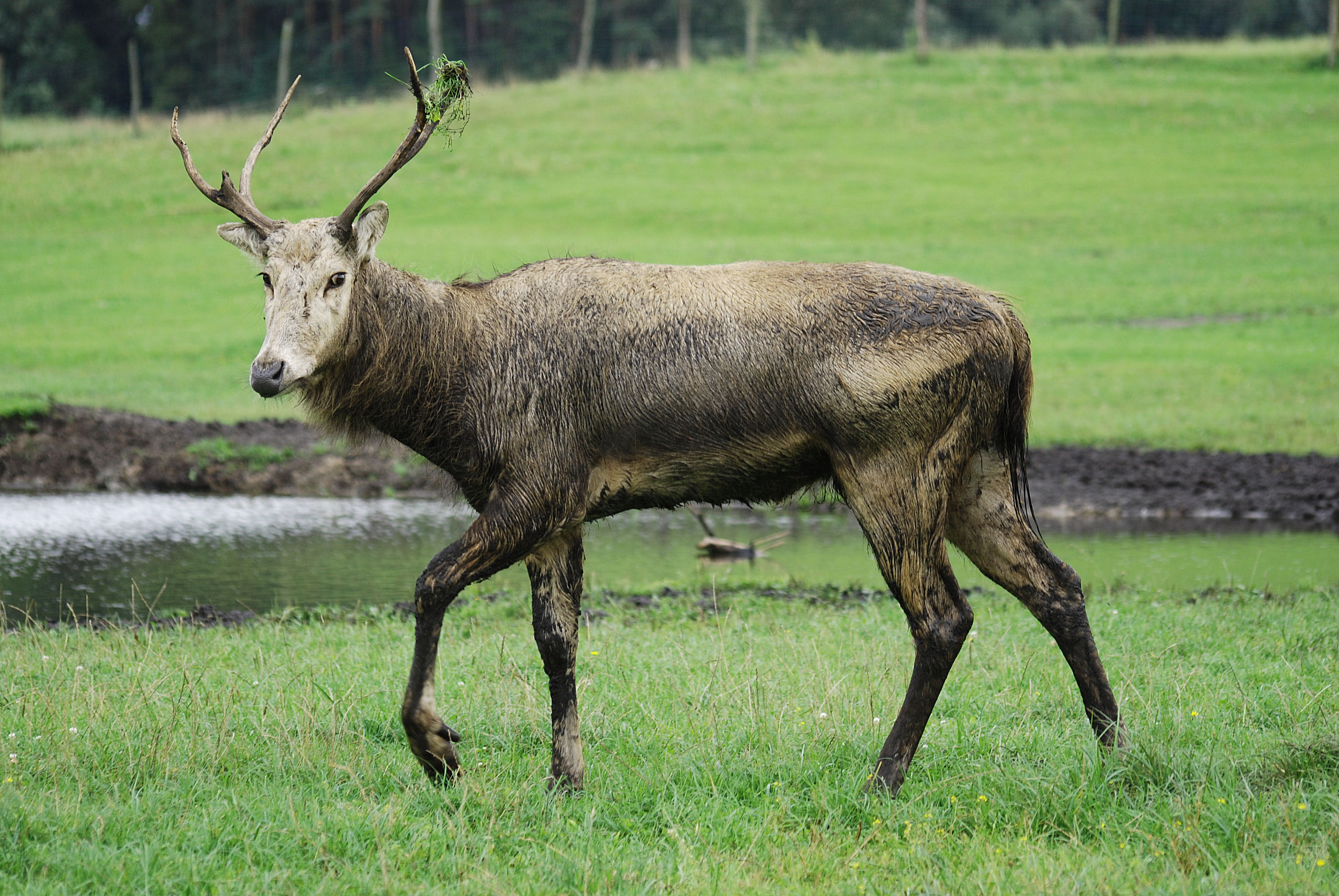
Ciervo
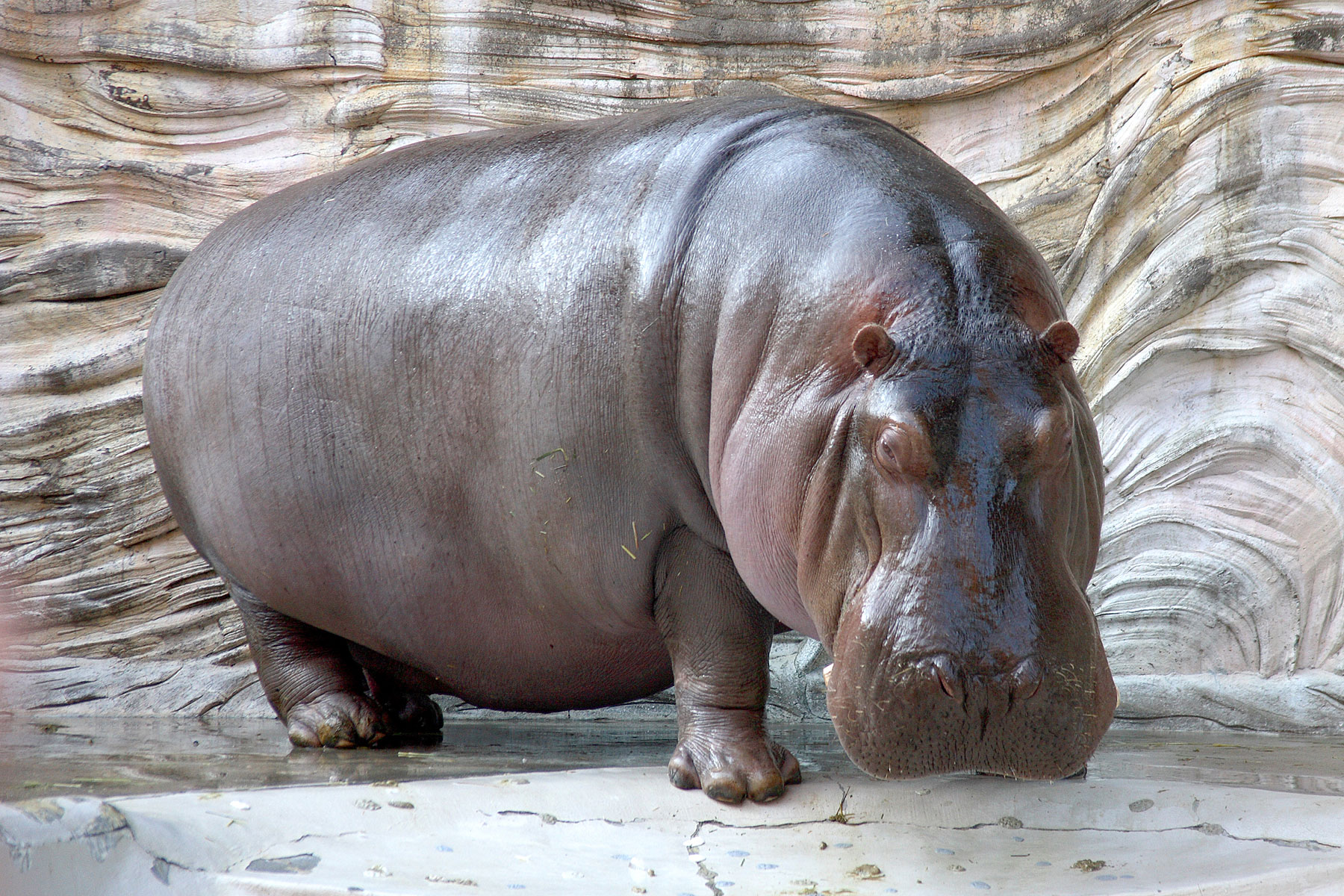
Hipopótamo
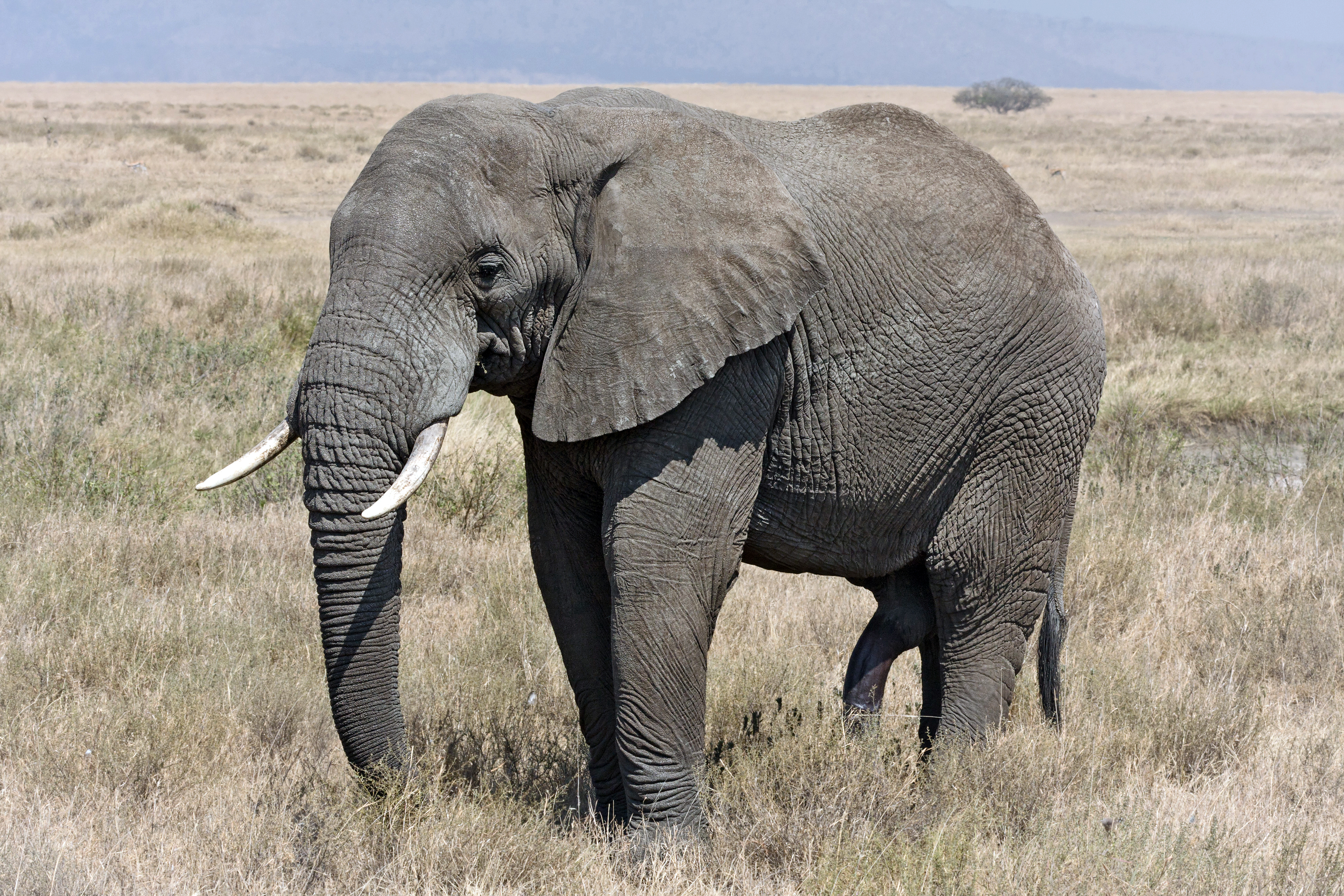
Elefante
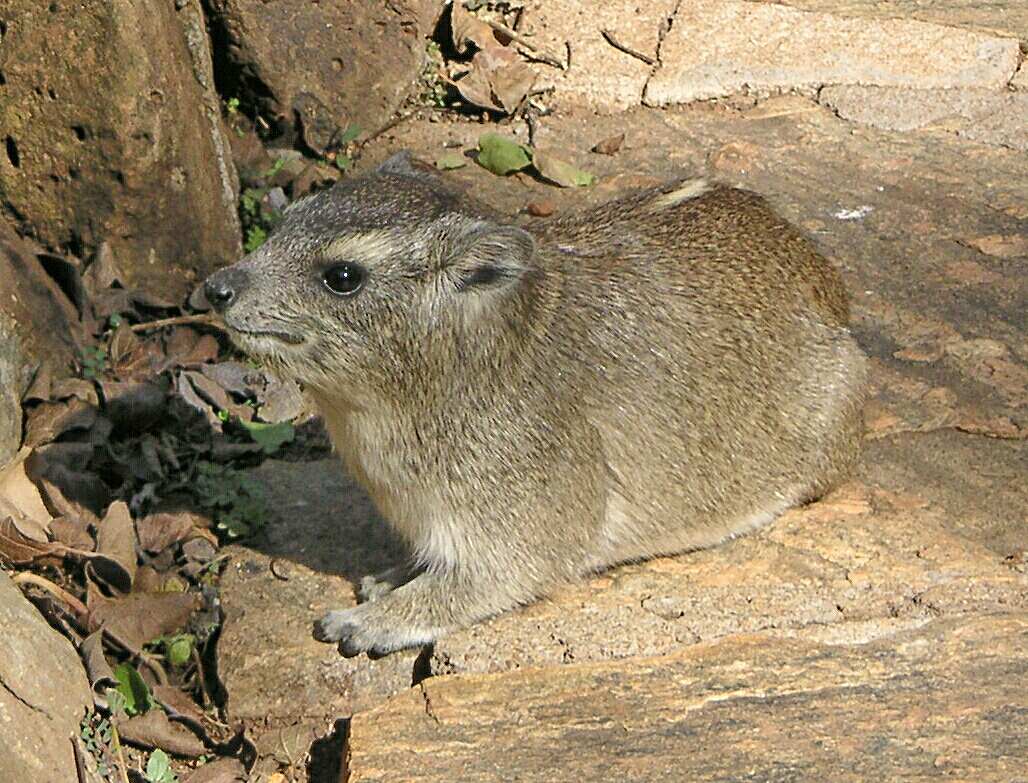
Damán